# Soultz-les-Bains
Soultz-les-Bains är en kommun i departementet Bas-Rhin i regionen Grand Est (tidigare regionen Alsace) i nordöstra Frankrike. Kommunen ligger i kantonen Molsheim som tillhör arrondissementet Molsheim. År 2022 hade Soultz-les-Bains 946 invånare.

## Befolkningsutveckling
Antalet invånare i kommunen Soultz-les-Bains
| Referens: INSEE |